# جلام روك
جلام روك (بالإنجليزية: Glam rock)‏ هو نمط من موسيقى الروك تم تطويره في المملكة المتحدة في أوائل السبعينيات من القرن الماضي، ويؤديه موسيقيون ارتدوا أزياء ومكياج وتسريحات شعر شائنة، وخاصة الأحذية المرتفعة واللمعان. اعتمد فنانو الجلام روك على مصادر متنوعة عبر الموسيقى وثقافة التخلص الشعبية، بدءًا من موسيقى البابل غام وموسيقى الروك أند رول في الخمسينيات إلى الكاباريه والخيال العلمي وروك الفن المعقد. غالبًا ما كانت الملابس البراقة والأساليب المرئية لفناني الأداء مرتبطة بأسلوب المعسكر أو الزنمردة، وقد وصفت بأنها تلعب بأدوار جندرية أخرى. كان نمط غليتر روك (Glitter rock) نسخة مشابهة لكن أكثر تطرفًا من الجلام روك.
كان الترتيب الموسيقي للمملكة المتحدة غارق في أعمال موسيقى الجلام روك من عام 1971 إلى عام 1975. في مارس 1971 أدى عضو فرقة تي. ريكس، مارك بولان على برنامج قناة بي بي سي توب أوف ذا بوبز، وكان يرتدي اللمعان والساتان، وغالبًا ما يشار اليه باعتباره بداية الحركة. ومن بين فناني موسيقى الروك البريطانيين الآخرين ديفيد بوي، موت ذا هوبل، ذا سويت، سليْد، مود، روكسي ميوزك، وغاري جليتر. أولئك الذين ليسوا مركزيين في هذا النوع، مثل إلتون جون، رود ستيوارت، فريدي ميركوري من فرقة كوين، اعتمدوا أيضًا أنماطًا للغلام روك. في الولايات المتحدة، كان المشهد أقل انتشارًا، حيث كان أليس كوبر ولو ريد هما الفنانون الأمريكيون الوحيدون الذين حققوا نجاحًا كبيرًا. ومن بين فنانين الجلام الأمريكيين نيويورك دولز، سباركس، سوزي كواترو، إيغي بوب، وجوبريات. تراجع الجلام روك بعد منتصف السبعينيات، لكنه أثر على الأنواع الموسيقية الأخرى بما في ذلك موسيقى الروك البانك، جلام ميتال، نيو رومانتيك، ديث روك، والروك القوطي.

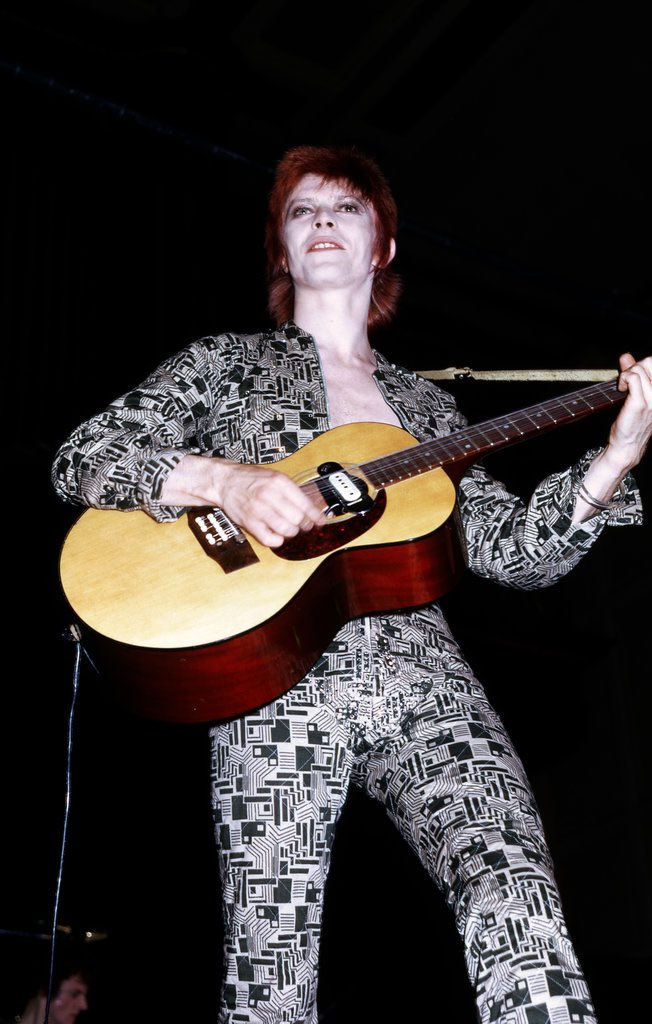
ديفيد بوي في شخصية زيغي ستاردست خلال جولة زيغي ستاردست 1972-1973

## روابط خارجية
- تاريخ متحيز في جلام روك المملكة المتحدة